# 新长铁路
新长铁路自陇海铁路上的新沂站至浙江长兴南站，全长561公里，途经沭阳、淮安、阜宁、建湖、盐城、大丰、兴化、东台、海安、靖江，通过轮渡过江后至江阴、武进、无锡、宜兴，到终点站长兴南站与宣杭铁路接轨，目前仅新沂至海安段通行客车。建设标准为国铁Ⅰ级，北接胶新铁路。

## 历史
江苏省北部长期没有铁路经过，为解决这一困境，苏北的扬州、泰州、盐城、淮安几个市联合起来希望建设一条贯穿苏北的铁路。新长铁路由铁道部、江苏省和浙江省按65%、33%、2%的出资比例合资建造，全线总投资62.227亿元，其中浙铁投资集团占浙江省方出资的60%。线路于1998年9月16日开工，2002年12月16日验收合格。2003年1月开通运行，开通初期仅有货运业务。2005年7月淮安至海安间开行客运。2007年随宁启铁路扬州-海安段开通而并入全国路网并开行长途直通列车。2022年7月22日，新长铁路最后一個平交道被拆除，标志着新长铁路平改立工作全部完工，实现线路全封闭运行。

## 管理

### 地方运营

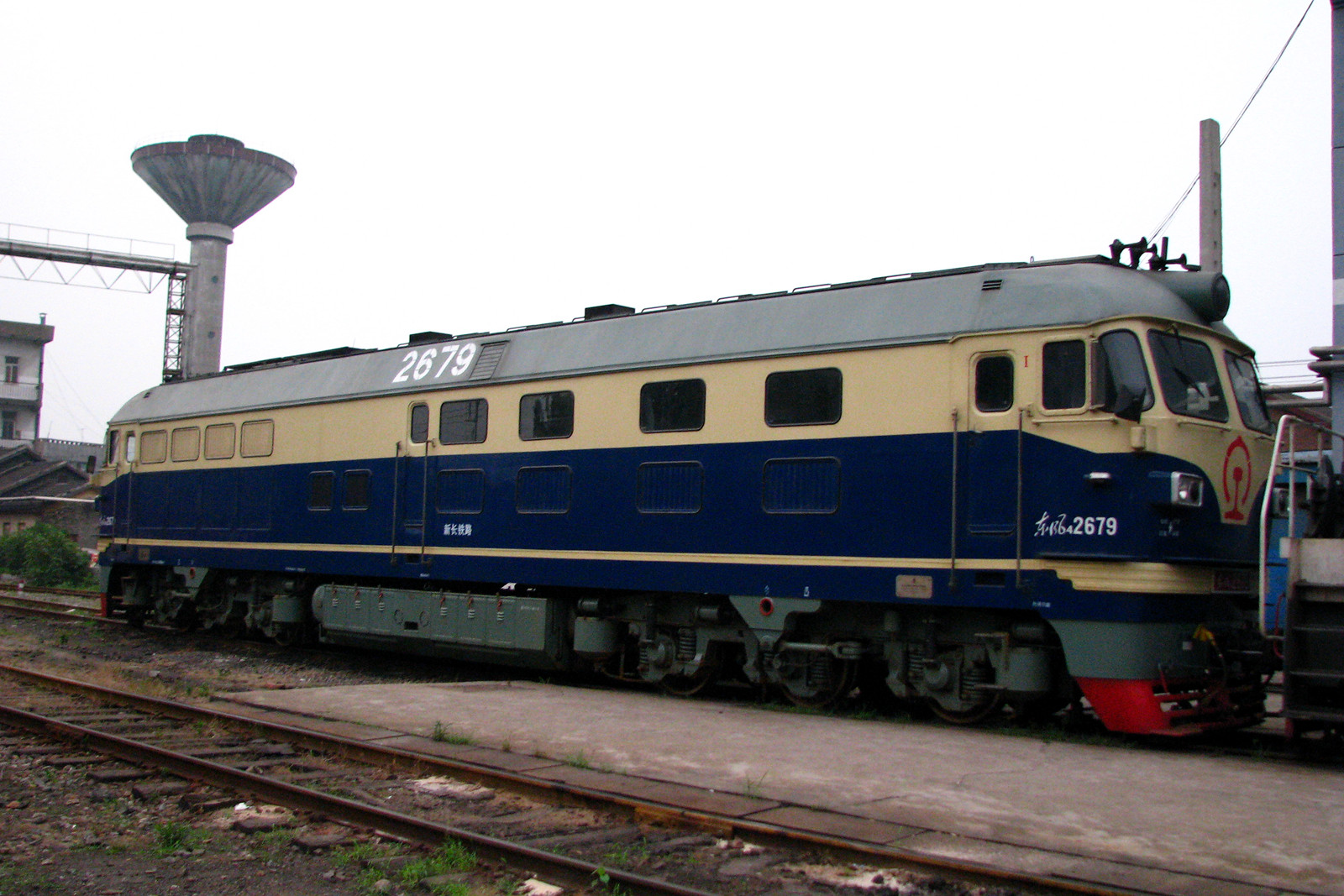
新长铁路涂装的東風4B型柴油機車于南京东机务段宁西整备车间（2010年）

新长铁路在通车运营之初由新长铁路有限责任公司负责运营。新长铁路有限责任公司是江苏省最大、中国合资铁路企业之中排名第二的铁路公司，于1997年9月成立，公司总部在南京市。
2005年初，新长铁路公司与宁启铁路公司合并，新公司固定资产109亿元，管辖新长和宁启两条铁路线, 两条线路总长896公里。2006年5月公司总部迁驻扬州市。

### 经运分离
2008年5月31日18时，新长铁路公司实行资产经营与运输经营相分离的运营管理体制，对管理关系进行相应的调整变更，在运输经营上建立上海铁路局与新长铁路公司之间的委托管理关系。原驻海安的新长公司车辆事业部和运输事业部变更为:
- 上海铁路局南京东机务段第四运用车间（海安）
- 上海铁路局南京东车辆段海安运用车间（货车）
- 上海铁路局新长车务段（驻海安）
- 轮渡事业部并入新长车务段

2019年7月12日，原由新长车务段管辖的新长线长江以南段江阴北-夹浦10个车站改由无锡直属站管辖。

## 与其它铁路线的连接
- 新沂站：陇海铁路、胶新铁路。
- 袁北站：宿淮铁路。
- 海安站：宁启铁路、海洋铁路。
- 无锡朱巷线路所、无锡北站：京沪铁路。
- 长兴南站：宣杭铁路。

## 外部連結
- . finance.sina.com.cn.   [2019-02-05]. （原始内容存档于2019-02-07） （中文（简体））.